# Хроніка
Хро́ніка (грец. chronikós — зв'язаний із часом) — список найважливіших подій того чи іншого періоду в хронологічному порядку. Різновид історичної літератури, зібрання записів з викладом найважливіших подій того чи іншого періоду в хронологічному порядку. В східнослов'янській Русі хроніки називали літописами.
Поряд з анналами та літописами — один з популярних історичних жанрів у Середньовіччі, що як правило вівся ченцями латиною. В наш час хроніки є важливими письмовими джерелами для істориків.
Хроніками називають також художні літературні твори, в яких послідовно розкривається історія суспільних чи родинних подій за тривалий проміжок часу. Зразком хронікальних жанрів є п'єси-хроніки Вільяма Шекспіра «Генріх VI», «Річард ІІІ», повість С. Аксакова «Сімейна хроніка», романи «Люборацькі» А. Свидницького, «Вербівчани» А. Іщука та інших.

## За країною

### Велика Британія
- Корвейські аннали (XII ст.)
- Велика хроніка (1259)
- Хроніка принців (XIV ст.)

### Іспанія
- Хроніка Альфонсо III (X ст.)
- Хроніка Альфонсо Імператора (XII ст.)
- Історія Компостели (XII ст.)
- Правдива історія завоювання Нової Іспанії (XVI ст.)

### Латвія
- Лівонська римована хроніка (XIII ст.)
- Хроніка Лівонії (XIII ст.)

### Литва
Білорусько-литовські літописи
- Origo regis Jagyelo et Wytholdi ducum Lithuanie (XV ст.)
- Хроніка литовська і жемайтська (XVII ст.)
- Хроніка Великого князівства Литовського, Руського і Жемайтського (XVII ст.)
- Велика хроніка (XVII ст.)

### Марокко
- Аль-Баян аль-Магриб (1312)

### Молдова
Молдавські літописи
- Слов'яно-молдавський літопис (1359—1504) (XVI ст.)
- Хроніка Азарія (XVI ст.)
- Літопис Землі Молдавської (XVII ст.)

### Німеччина
- Аннали королівства франків (IX ст.)
- Бертинські аннали (IX ст.)
- Діяння Карла Великого (IX ст.)
- Хроніка Регіно (Х ст.)
- Саксонський анналіст (XII ст.)
- Слов'янська хроніка (XIII ст.)
- Штаденські аннали (XIII ст.)
- Нюрнберзька хроніка (1493)

### Португалія
- Лузітанська хроніка (XIII ст.)
- Хроніка святого інфанта Фернанду (1460)
- Хроніка найщасливішого короля, пана Мануела (1566—1567)

### Угорщина
- Діяння угрів (XII ст.)
- Діяння гуннів і угрів (XIII ст.)
- Ілюстрована хроніка (XIV ст.)

### Україна
- Велика хроніка (XVII ст.)
- Римована хроніка (1682)
- Хроніка Биховця(XVI ст.)
- Хроніка з літописців стародавніх (XVII ст.)
- Хроніка Кам'янця-Подільського (XVII ст.)
- Хроніка литовська і жемайтська (XVII ст.)
- Хроніка Києво-Михайлівського Золотоверхого монастиря (XVIII ст.)
- Хроніка Мотронинського монастиря (XVIII ст.)

### Франція
- Аннали королівства франків (IX ст.)
- Бертинські аннали (IX ст.)
- Хроніка Регіно (Х ст.)
- Великі французькі хроніки (XV ст.)
- Діяння Карла Великого (IX ст.)

### Чехія
- Хроніка чехів (1125)
- Далімілова хроніка (1330—1340)

### Швеція
- Хроніка Еріка (XIV ст.)

### Єрусалим
- Історія (Вільгельм Тірський) (1184)

## Джерело
- Літературознавчий словник-довідник за редакцією Р. Т. Гром'яка, Ю. І. Коваліва, В. І. Теремка. — К.: ВЦ «Академія», 2007